# Mehdi Jomaa

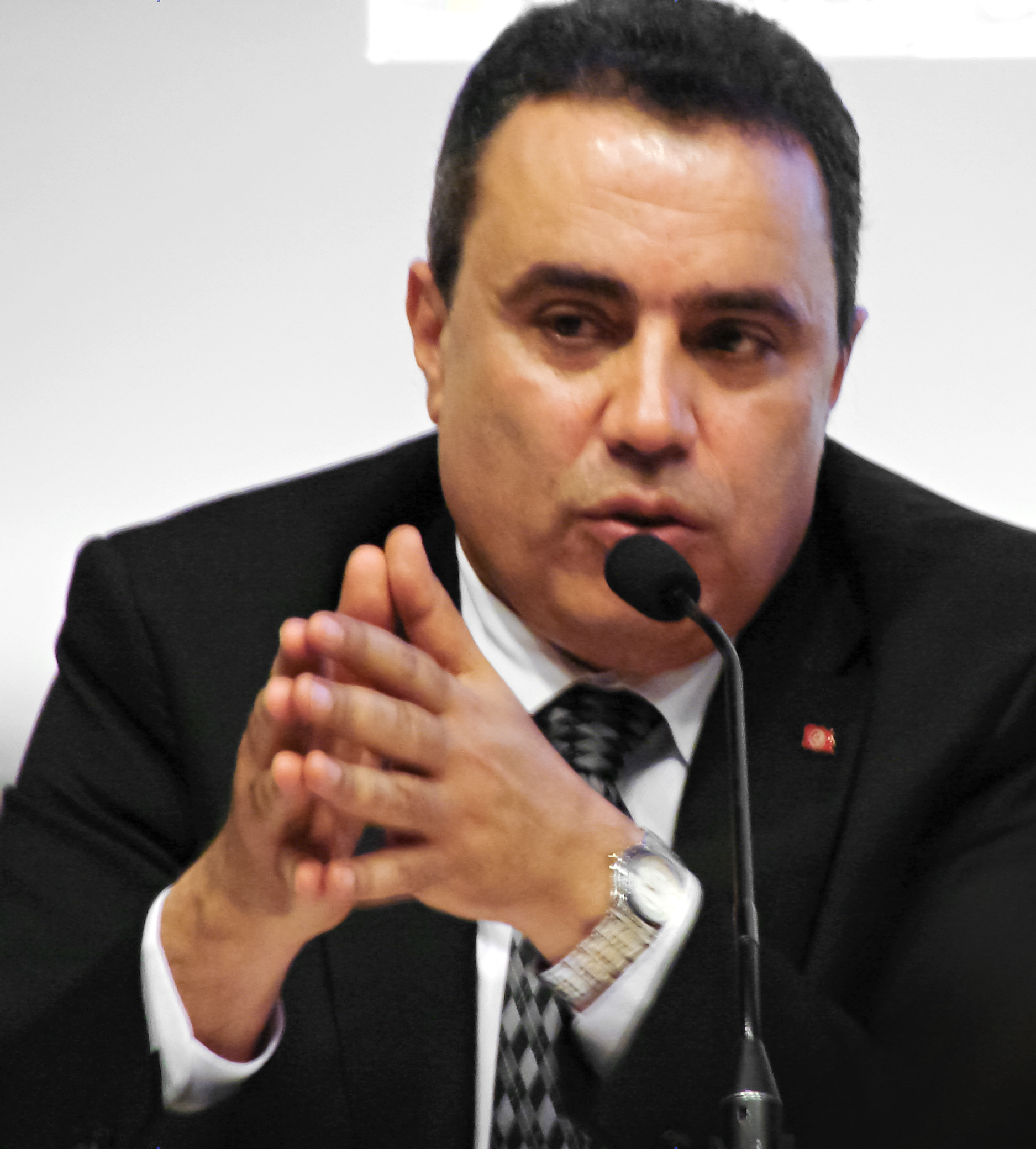
Mehdi Jomaâ

Mehdi Jomaâ (Mahdia, 21 april 1962) is een Tunesisch ingenieur en politicus die van januari 2014 tot februari 2015 premier van Tunesië was. Voordien was hij sinds 2013 minister van Industrie. Na de parlementsverkiezingen van 26 oktober 2014 werd hij opgevolgd door Habib Essid.
Nadat Habib Essid in februari 2015 premier werd, laste Mehdi Jomaa een sabatjaar in weg van het politieke leven totdat hij begin februari 2016 de vorming aankondigde van een denktank genaamd "Tunesisch Alternatief ".  Een jaar later in maart 2017  veranderde hij Tunesisch Alternatief in een politieke partij.